# Houseki no kuni
Houseki no Kuni (宝石の国 Hōseki no Kuni?, lit. Tierra de joyas), llamado La Tierra de las Gemas en español y también conocida en inglés como Land of the Lustrous, es una serie de manga escrita y dibujada por Haruko Ichikawa, publicada por Kōdansha en la revista Afternoon desde 2012 hasta la fecha, recopilando 13 volúmenes. Su adaptación al anime fue dirigida y escrita por Takahiko Kyogoku y Toshiya Ōno respectivamente, y comenzó a emitirse el 7 de octubre del 2017 culminando el 23 de diciembre del mismo año con 12 episodios. Producida por computación gráfica (CG) del estudio de animación Orange. Sigue a las Houseki (Gemas) – formas de vida humanoide inmortales hechas de gemas preciosas – quienes se defienden contra los Lunarians, unos seres que las cazan para hacer con las gemas decoraciones. Phos es la más joven de las Housekis, y se le encarga el trabajo de hacer una enciclopedia ya que es muy frágil para luchar.

## Sinopsis
Houseki no Kuni se establece en un futuro lejano, en una tierra habitada por formas de vidas inmortales llamadas Houseki (gemas), quienes están hechas de gemas. Las veintiocho Housekis son guiadas por su profesor, Kongo, y luchan para defenderse de los Lunarians quienes cazan a las Housekis para usarlas de decoración. Phosphophyllite, apodada como Phos, con 300 años de vida, la más joven de las Housekis, es incapaz de pelear por lo frágil que es. Ella se siente una inútil, pero Kongo le da la tarea de escribir una enciclopedia, mientras busca información para su encargo ella conoce a la vigilante nocturna, Cinnabar, quien tiene un veneno dañino para las demás Housekis, vive recluida. Encontrando esto triste, Phos decide que buscará, para Cinnabar, un mejor trabajo.

## Contenido de la obra

### Manga
El manga comenzó su serialización en la revista Afternoon de la editorial Kodansha el 25 de octubre de 2012. En diciembre de 2020, se anunció que el manga entraría en receso, y volviendo después de casi un año y medio el día 25 de junio de 2022. El manga se comenzó a serializar en formato tankobon por la editorial Kodansha desde el 23 de julio de 2013 junto a un video promocional producido por Studio Hibari.
La serialización del manga en español comenzó el 26 de noviembre de 2019 licenciada por la editorial española ECC Ediciones bajo el nombre La Tierra de las Gemas causando cierta controversia debido al uso de lenguaje inclusivo en su traducción, posteriormente el 6 de octubre de 2022 se empezó a serializar la versión Argentina del manga licenciada y publicada por la editorial Ovni Press.

### Anime
Orange creó la serie con una animación 3D, la decisión fue hecha parcialmente por la dificultad que representaba mostrar una animación de cuerpos semitransparentes con dibujo a mano. El concepto artístico de Yoichi Nishikawa tuvo una gran influencia en la visión de la serie, con varias imágenes directamente basadas en el arte de Nishikawa. Mientras que el manga pretende ser más ambiguo y sutil, el anime tiene que ser claro en una sola visualización, y por lo tanto se le da a Phos tomas de primer plano y diálogos repetidos para que reciba mayor presencia y metas más identificables. Kyogoku acostumbrado a relatar personajes jóvenes con motivos y objetivos claros, inicialmente tuvo problemas para retratar a Phos, pero la imagen del personaje se solidificó al escuchar la actuación de Tomoyo Kurosawa para esta.
La serie fue bien recibida por las críticas, frecuentemente llamada como de las mejor de su temporada y un punto de inflexión para el anime hecho en CG, y convenciendo de que una seria de acción fuera del diseño en 2D podría estar bien hecha. Recibió varios premios y nominaciones para premios.

#### Lista de episodios
| # | Título                                                       | Fecha de Emisión Japón  |
| --- | ------------------------------------------------------------ | ----------------------- |
| [ 3 ] [ 5 ] |                                                              |                         |
| 1 | «Phosphophyllite» «Fosufofiraito» (フォスフォフィライト)     | 7 de octubre de 2017    |
| Las Housekis, una forma de vida humanoide hechas de gemas, pelean contra los Lunarians, quienes las cazan. El profesor de las Housekis, Kongo, asigna a una de las más frágiles, Phos, a la tarea de escribir una enciclopedia ya que ella es incapaz de luchar. Dificultada para encontrar nueva información para incluir en ella, a Phos se le recomienda buscar a la vigilante nocturna, una Houseki llamada Cinnabar, cuyo cuerpo lleva un poderosos veneno. Mientras Phos la estaba buscando, Cinnabar se aparece para protegerla de los Lunarians a pesar de querer evitar la pelea debido a que su veneno también afecta a la tierra. El día siguiente,Phos nuevamente se encuentra con Cinnabar. objetando sus deseos de ser llevada por los Lunarians y prometiendo que encontrara un mejor trabajo para ella.                  |                                                              |                         |
| 2 | «Diamond» «Daiyamondo» (ダイヤモンド)                        | 14 de octubre de 2017   |
| Phos se acerca a Diamante, apodada como Dia, para que la aconseje sobre la enciclopedia cuando unos Lunarians aparecen. La espada de Dia es derribada mientras ella intentaba desviar un ataque, pero ella es salvada por otra Houseki, Bort, quien Dia se lamenta por no poder sobrepasar. Mientras Bort regaña a Dia por ponerse en riesgo, otro Lunarian aparece frente a la escuela cuando Kongo se encuentra profundamente meditando. Dia sigue a Bort para luchar, y Phos es tragada por un caracol gigante, cuyos ácidos derriten el cuerpo de esta. |                                                              |                         |
| 3 | «Metamorfosis» «Metamorufosu» (メタモルフォス)               | 21 de octubre de 2017   |
| Descubriendo de que Phos se encuentra dentro del caracol, Dia encuentra una debilidad y permite que Bort lo derrote. Al asumir de que supuestamente Phos se había convertido en una babosa, Dia intenta volver a Phos a la normalidad y busca ayuda en las demás Housekis. Se encuentran con Cinnabar, ella les dice que es imposible de que la babosa sea Phos, pero le da a Dia una vital pista para salvar a Phos. Manejándose para sacar los trozos de Phos que estaban incrustados en el caparazón del caracol, Las Housekis reconstruyen a Phos , quien ahora puede entender a la babosa. |                                                              |                         |
| 4 | «Alma - Carne - Hueso» «Tamashii - Niku - Hone» (魂・肉・骨) | 28 de octubre de 2017   |
| Mientras Phos conversa con la babosa, quien revela ser un Admirabillis llamada Ventricosus, Phos escucha más sobre Cinnabar de Kongo. Phos olle decir de Ventricosus que existe alguien similar en su tierra, Phos decide ir a las profundidades del océano, donde Ventricosus se transforma en una versión humanoide. Ventricosus explica de como los humanos deambularon por la tierra antes de evolucionar en tres especies distintas, representando la carne, los huesos, y el alma: los Admirabillis, las Housekis, y los Lunarians. Llegando a su destino, Phos resulta haber caído en la trampa de Ventricosus, quien entrega Phos a los Lunarians en un intercambio por su hermano, Aculeatus. |                                                              |                         |
| 5 | «Regreso» «Kikan» (帰還)                                     | 4 de noviembre de 2017  |
| Aun teniendo a Phos, los Lunarians piden más Housekis de Ventricosus, pero Acueleatus se las arregla para liberarse y derrotar a los Lunarians. Aculeatus propone usar a Phos nuevamente para negociaciones, pero Ventricosus lo convence de mandarlo de regreso con las demás Housekis. Con sus piernas perdidas en combate y con las memorias que en ellas contenían, Phos recibe unas nuevas piernas de ágata que Ventricosus le da. A pesar de haber perdido su trabajo de escribir la enciclopedia, Phos descubre que sus nuevas piernas le permiten correr a altas velocidades. |                                                              |                         |
| 6 | «Primera batalla» «Uijin» (初陣)                             | 11 de noviembre de 2017 |
| Después de otra pelea contra los Lunarians, Diamante Amarillo, una de las Houseki más veloces, descubre que Phos tiene problemas con controlar sus nuevas piernas. Teorizando que esta velocidad podría ser supuestamente el potencial de Phos finalmente liberada, Kongo asigna a Phos a las parejas de Amatistas gemelas 84 y 33 en el deber de vigilante, mientras que Phos también resulta algo perturbada por la información descubierta sobre los humanos. Mientras los dos primeros días de vigilancia dejan claramente a Phos mentalmente desgastada, los Lunarians aparecen en el tercer día trayendo consigo un nuevo tipo de Lunarian que atrapan a las Amatistas y la presionan hasta romperse. Kongo y las demás Housekis llegan para derrotar aquellos Lunarians,y Phos es confrontada por Bort por lo que acaba de pasar. |                                                              |                         |
| 7 | «Hibernación» «Tōmin» (冬眠)                                 | 18 de noviembre de 2017 |
| Mientras que las demás Housekis proceden a hibernar, Phos es incapaz de dormir y por ello se une a Antarcticite, quien es la única de las Housekis en estar al servicio durante el invierno. Mientras las dos cortan témpanos de hielo que producen potentes ruidos e impiden que las Housekis puedan hibernar, Phos escucha voces viniendo de uno de los témpanos, quien atraen a Phos dentro del agua y le arrancan los brazos. |                                                              |                         |
| 8 | «Antarcticite» «Antākuchisaito» (アンタークチサイト)         | 25 de noviembre de 2017 |
| Con Antarcticite incapaz de recuperar los brazos perdidos de Phos, Kongo les sugiere que vayan a Chord Shore, donde las Housekis nacen, para buscar piezas de reemplazo. A Phos se le dan unos brazos de oro con intención de que sean temporales, pero crecen y empiezan a descontrolarse, engullen a Phos mientras los Lunarians aparecen. Con Kongo siendo retenido por otro grupo de Lunarians, Antarcticite es forzada a luchar sola contra un tipo raro de Lunarian, esta es sorprendida con la guardia baja y se quiebra. Queriendo salvarla, Phos se las maneja para cambiar la forma del oro de sus brazos a modo de armas, pero resultan esfuerzos en vano pues no puedo detener a los Lunarians de llevarse a Antarcticite.                                                                                                   |                                                              |                         |
| 9 | «Primavera» «Haru» (春)                                      | 2 de diciembre de 2017  |
| Phos aun atormentada por la pérdida de Antarcticite mientras que pasa el resto del invierno entrenando la aleación de oro esparcida por su cuerpo. Ya con la primavera llegando y las demás Housekis despertando de la hibernación, Phos, quien parece olvidar a Cinnabar, se vuelve centro de atención por sus nuevos brazos particulares, capaces de derrotar a un grupo de Lunarian fácilmente. |                                                              |                         |
| 10 | «Shiro» «Shiro» (しろ)                                       | 9 de diciembre de 2017  |
| Intrigado por las nuevas habilidades de pelea de Phos, Bort le pide que se una a su grupo en lugar de Dia mientras Kongo duerme. Al día siguiente, otro ataque de los Lunarians, en este caso una bestia gigante, probando ser resistente a los ataques de Phos y Bort. Mientras Phos y Bort ordenan la retirada, el Lunarian hace ingreso a la escuela y empieza a perseguir a Dia. Sintiendo que no puede funcionar como apoyo de Bort, Dia mantiene una lucha con el Lunarian, usando sus bracos rotos como arma. Cuando Bort ve lo que hace Dia, se da cuenta de que el Lunarian se ha separado en dos. |                                                              |                         |
| 11 | «Secretos» «Himitsu» (秘密)                                  | 16 de diciembre de 2017 |
| Las Housekis descubren que cada vez que cortan a través del Lunarian, este se separa en partes pequeñas y clones del mismo, eventualmente toma el aspecto de un pequeño perro. Después de atrapar todas las piezas y encerrarlos en una jaula, el Lunarian vuelve a su forma original, pero es amaestrado por Kongo, quien se refiere a él como Shiro. Mientras Phos reflexiona la relación que tiene con Kongo y Shiro, Cinnabar, quien se encuentra con la última parte de Shiro, revela que Kongo mantiene una aparente relación con los Lunarians, y este lo mantiene en secreto. Después de que Shiro une todas sus partes, este desaparece encontrando paz, Phos ayuda a Rutilo a buscar fragmentos que le ayuden a despertar a Padparadscha, una Houseki que se mantiene durmiendo debido a un defecto.                           |                                                              |                         |
| 12 | «Nuevo trabajo» «Atarashī Shigoto» (新しい仕事)              | 23 de diciembre de 2017 |
| Preguntándole sobre los secretos, Padparadscha le da a Phos un consejo encriptado antes de caer dormida nuevamente. Al día siguiente, Bort prueba a Zircon como su siguiente pareja como vigilante mientras que Phos aprende sobre los Lunarians de Alexandrite, quien mantiene un gran odio hacia ellos. Cuando los Lunarians aparecen, Phos con intenciones de interrogar a uno de ellos captura a uno, sin tener resultados sobre ello, Cinnabar se aparece pare derrotarlos. Recordando la promesa de encontrar un nuevo trabajo para Cinnabar, Phos le pide ayuda para descubrir la verdad que oculta Kongo sobre los Lunarians. |                                                              |                         |

#### Banda sonora
- Opening 鏡面の波 por Yurika
- Ending 煌めく浜辺 por Yuiko Ōhara
- Ending 2 del episodio 8 Liquescimus por Tomoyo Kurosawa